# Templeuve-en-Pévèle
Templeuve-en-Pévèle, anteriormente Templeuve, es una población y comuna francesa, en la región de Norte-Paso de Calais, departamento de Norte, en el distrito de Lille y cantón de Cysoing.

## Demografía
| 3885 | 4123 | 5085 | 5289 | 5371 | 5778 |
| Para los censos de 1962 a 1999 la población legal corresponde a la población sin duplicidades (Fuente: INSEE [Consultar]) |      |      |      |      |      |